# Attakattius spinifrons
Genre
Espèce
Attakattius spinifrons, unique représentant du genre Attakattius, est une espèce d'opilions laniatores de la famille des Trionyxellidae.

## Distribution
Cette espèce est endémique du Tamil Nadu en Inde. Elle se rencontre dans les Anaimalai Hills dans le district de Coimbatore vers Attakatti.

## Description
Le syntype mesure 4 mm.

## Publication originale
- Roewer, 1929 : « Süd-indische Skorpione, Chelonethi und Opilioniden. » Revue suisse de zoologie, Genève, vol. 36, no 4, p. 609–639 (texte intégral).